# William Hunter (Mediziner, 1718)

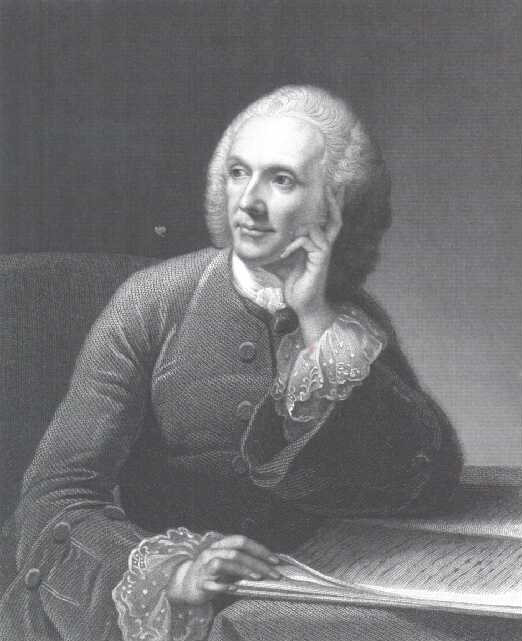
William Hunter

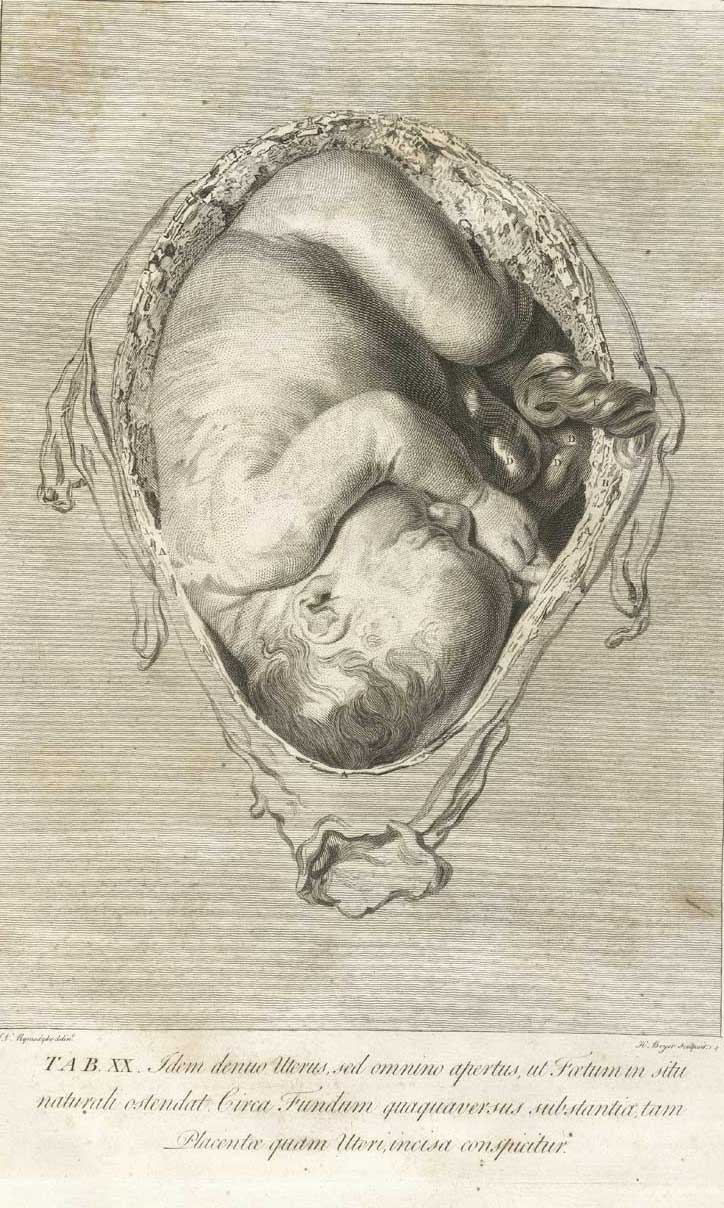
Schwangere Gebärmutter. Tafel aus The anatomy of the human gravid uterus exhibited in figures

William Hunter (* 23. Mai 1718 in East Kilbride, South Lanarkshire; † 30. März 1783 in London) war ein schottischer Anatom und Geburtshelfer.

## Leben und Wirken
William Hunter wurde in Schottland auf der Long Calderwood Farm in East Kilbride, einige Kilometer südlich von Glasgow geboren. Seine Eltern waren der Landwirt John Hunter († 1741) senior und Agnes Hunter, geborene Paul. William Hunter war der ältere Bruder des berühmten Anatomen und Chirurgen John Hunter (1728–1793). Sie hatten noch acht weitere Geschwister.
William Hunter besuchte zunächst das College of Glasgow und begann dann 1731 Theologie an der University of Glasgow zu studieren, wechselte aber 1737 zur Medizin, um unter dem Chirurgen William Cullen, den er bereits in Glasgow kennengelernt hatte und der ihn in seinem Haus aufnahm, als Assistent drei Jahre lang in dessen Praxis in Hamilton seine Kenntnisse zu verbessern. In der folgenden Zeit hörte er in Edinburgh Anatomievorlesungen (englisch anatomical lectures) bei Alexander Monro I. (1697–1767), dem Gründer der Edinburgh Medical School in Edinburgh.
Im Jahr 1741 ging Hunter, zunächst als Hospitant des Geburtshelfers William Smellie, nach London, wo er auch dem Sohn seines weiteren Lehrers James Douglas Privatunterricht erteilte. Mit James Douglas’ Sohn bereiste er Paris, um dort Anatomievorlesungen von Antoine Ferrein zu hören, und hörte Vorlesungen von Samuel Johnson (1709–1784). Zudem begann er eine Ausbildung in Anatomie im St George’s Hospital in London.
Ab 1746 hielt er dann selbst medizinische Vorlesungen und betrieb in Covent Garden (London) erfolgreich eine private Anatomieschule. Unterstützt wurde er ab 1748 von seinem Bruder John Hunter, der zur anatomischen Ausbildung zu William Hunter nach London kam und von diesem zum Vorlesungsassistenten gemacht wurde. William überwarf sich jedoch dann, unfähig Widerspruch zu ertragen, wegen eines Prioritätenstreits bezüglich des pränatalen Blutkreislaufs mit John Hunter. Auch bereiste er Holland und Frankreich und am 24. Oktober 1750 erlangte er einen Abschluss als M.D. an der Glasgow University. Hiernach ging er nach London, ließ sich in London als Arzt nieder, widmete sich aber ab 1750 ausschließlich der Geburtshilfe und anatomischen Studien. Er galt seinerzeit als bester Geburtshelfer London. Im Jahr 1764 wurde er Arzt von Sophie Charlotte von Mecklenburg-Strelitz, der Ehefrau von König Georg III. Er wurde zum Mitglied der Royal Society im Jahre 1767 und zum Professor für Anatomie, Professor of Anatomy an der Royal Academy im 1768 bestimmt. In seiner Funktion als vermögender Arzt und Professor der Anatomie baute er in Haymarket ein anatomisches Theater für seine Lehrvorträge mit einem großen Museum, das reich an seltensten Präparaten einmal pro Woche öffentlich zugänglich war. Im Jahr 1774 veröffentlichte er ein anatomisches Werk über den schwangeren Uterus, in dem er erstmals die Membrana decidua beschreibt. William Hunter unterteilte die Aneurysmen in wahre, falsche und gemischte. In seinen späteren Lebensjahren wirkte er jedoch weniger als Chirurg als vielmehr als Arzt und Geburtshelfer. 1782 wurde er auswärtiges Mitglied der Académie des sciences in Paris.
Zu den Schülern Hunters gehörten neben seinem Bruder John Hunter auch Charles Bell und Benjamin Collins Brodie.
William Hunter erbrachte auch Leistungen auf dem Gebiet der Leichenkonservierung. Ein Verfahren, bei dem der Leichnam zusätzlich zu Sektion und desinfizierender Oberflächenbehandlung auch von innen durch das Injizieren konservierender Stoffe in den Blutkreislauf konserviert wurde, wobei dies meist durch die Halsschlagader geschah, wurde von William Hunter beschrieben und 1775 durch seinen Bruder John erstmals in der Praxis angewandt.
Hunter war ein großer Sammler insbesondere von antiken Münzen und Büchern. Seine Sammlungen befinden sich heute im Hunterian Museum and Art Gallery der Universität von Glasgow, University of Glasgow. Um einen Kurator für die Sammlung zu haben, stiftete Georg III. 1807 an der University of Glasgow den Regius Chair of Natural History. Neben der Verwaltung des Museums lehrten die Professoren Geologie und Zoologie, bis der Lehrstuhl 1902 in Regius Chair of Zoology umbenannt wurde und die Professoren sich auf diese konzentrierten.

## Schriften (Auswahl)

Anatomia uteri humani gravidi, 1774

- The history of an aneurysm of the aorta, with some remarks on aneurysms in general. In: Medical Observations and Inquiries. Band 1, 1757, S. 323–357.
- Medical commentaries. 2 Bände. London 1762.
- Anatomy of the human gravid uterus. London 1775.
- Three cases of mal-conformation of the heart. In: Medical Observations and Inquiries. Band 6, (London) 1784, S. 291–309.